# پائول تیبیت
پائول هاریسون تیبیت (به انگلیسی: Paul Harrison Tibbitt) متولد ۱۳ می ۱۹۶۸ تهیه‌کننده، کارگردان، نویسنده و کارتونیست آمریکایی است که اصولاً او را به خاطر کارکردن بر روی انیمیشن باب اسفنجی می‌شناسند. او از سال ۲۰۰۵ تا ۲۰۱۵ به جای استفن هیلنبرگ این نمایش را به دست گرفته بود.